# Jean Danican Philidor
Jean Danican Philidor (1620 circa – Versailles, 8 settembre 1679) è stato un oboista e compositore francese.

## Biografia
Fece parte della dinastia dei Philidor. S'ignora se fu figlio o fratello minore di Michel Danican, ma egli è stato il padre di André Danican detto il vecchio, di Jacques Danican detto il giovane e di Alexandre Danican, morto intorno al 1700, tutti strumentisti.
Egli fu virtuoso oboista della Grande écurie e fu anche un compositore.